# Пескалья
Пескалья (итал. Pescaglia) — коммуна в Италии, располагается в регионе Тоскана, в провинции Лукка.
Население составляет 3718 человек (2008 г.), плотность населения составляет 53 чел./км². Занимает площадь 70 км². Почтовый индекс — 55064. Телефонный код — 0583.
Покровительницей коммуны почитается Пресвятая Богородица (Madonna della Solca), празднование 21 августа.

## Демография
Динамика населения:

## Администрация коммуны
- Официальный сайт: https://web.archive.org/web/20100415162855/http://www.comunedipescaglia.net/

## Города-побратимы
- Жуайёз (Франция)